# Phintia
Phintia là một chi bướm đêm thuộc họ Notodontidae. Chi này gồm các loài sau:
- - Phintia broweri J.S. Miller, 2009
  - Phintia podarce Walker, 1854